# Pustynnica katolicka
Pustynnica katolicka, żaba katolicka (Notaden bennettii) – gatunek australijskiego płaza bezogonowego z rodziny Limnodynastidae, zaliczany wcześniej do żółwinkowatych, a pierwotnie do ropuchowatych. Młode osobniki cechuje charakterystyczne umaszczenie z ciemnym krzyżem na jaskrawożółtym tle na grzbietowej stronie tułowia. Płaz zamieszkuje bardzo suche siedliska. Większą część życia spędza zagrzebany w ziemi, do czego rozwinął liczne przystosowania. Na powierzchnię wychodzi po obfitych deszczach, po których też następuje rozród zwierzęcia. Kijanki dojrzewają szybko. Z uwagi na duży obszar występowania w Nowej Południowej Walii i Queenslandzie oraz nieznaną, ale niemałą liczebność populacji, nie grozi mu wyginięcie, a IUCN przyznaje mu status LC (najmniejszej troski).

## Systematyka
Gatunek został opisany przez Günthera w 1873 na podstawie osobników znad rzeki Castlereagh. Stwierdzono je także nieopodal Fort Bourke, o czym świadczą słowa Kreffta cytowane przez Günthera w pracy opisującej nowy gatunek. Badacz stworzył dlań epitet gatunkowy bennetii, chcąc uhonorować doktora G. Bennetta, dla którego wyraził w swojej publikacji wdzięczność za liczne przekazane osobniki. Płaza umieszczono już wtedy w rodzaju Notaden, utworzonym wraz z pierwszym opisem gatunku. Z czasem dodano do niego również kilka innych gatunków: Notaden melanoscaphus Hosmer, 1962, Notaden nichollsi Parker, 1940 oraz Notaden weigeli Shea & Johnston, 1988.
Kiedyś gatunek zaliczano za jego autorem oraz Boulengerem (1882) do rodziny ropuchowatych, którą w 1940 podzielił Parker, wyróżniając też Leptodactylidae. Notaden, nie zmieniając rodziny, został włączony do podrodziny Cycloraninae. Zaliczono tam również Adelotus, Cyclorana, Heleioporus, Lechriodus, Limnodynastes, Mixophyes i Philoria. Drugą podrodzinę stanowiły Myobatrachinae. Później gatunek włączano do Myobatrachidae, czyli żółwinkowatych. Obecnie gatunek zaliczany jest do rodziny Limnodynastidae, stworzonej w 1967 przez Lyncha. Niekiedy jednak również obecnie systematykę przedstawia się inaczej. Zamiast Limnodynastidae podaje się podrodzinę Limnodynastinae, którą umieszcza się w rodzinie żółwinkowatych.
Z uwagi na dużą ciemną plamę w kształcie krzyża widniejącą na grzbiecie zwierzęcia w Nowej Południowej Walii nadano temu płazowi nazwę „żaby katolickiej”. Przyjęła się ona w nazewnictwie naukowym. W języku angielskim funkcjonują nazwy zwyczajowe „Crucifix Frog” i „Holy Cross Frog”.
Withers i Hillman zaprezentowali w 2001 drzewo ukazujące pokrewieństwo pomiędzy zbadanymi przez siebie płazami. Poniższy kladogram prezentuje jego fragment:
|  | \| \| Neobatrachus wilsmorei, Neobatrachus pelobatoides \| \| \| \| \| \| Neobatrachus kunapalari, Neobatrachus aquilonius \| \| \| \| |
|  | |
|  | Heleioporus eyrei, Heleioporus albopunctatus                                                                                           |
|  | |
|  | Neobatrachus wilsmorei, Neobatrachus pelobatoides                                                                                      |
|  | |
|  | Neobatrachus kunapalari, Neobatrachus aquilonius                                                                                       |
|  | |

|  | Neobatrachus wilsmorei, Neobatrachus pelobatoides |
|  |                                                   |
|  | Neobatrachus kunapalari, Neobatrachus aquilonius  |
|  |                                                   |

|  | Notaden melanoscaphus                                                   |
|  |                                                                         |
|  | \| \| Notaden bennettii \| \| \| \| \| \| Notaden nichollsi \| \| \| \| |
|  |                                                                         |
|  | Notaden bennettii                                                       |
|  |                                                                         |
|  | Notaden nichollsi                                                       |
|  |                                                                         |

|  | Notaden bennettii |
|  |                   |
|  | Notaden nichollsi |
|  |                   |

|  | \| \| Neobatrachus wilsmorei, Neobatrachus pelobatoides \| \| \| \| \| \| Neobatrachus kunapalari, Neobatrachus aquilonius \| \| \| \| |
|  | |
|  | Heleioporus eyrei, Heleioporus albopunctatus                                                                                           |
|  | |
|  | Neobatrachus wilsmorei, Neobatrachus pelobatoides                                                                                      |
|  | |
|  | Neobatrachus kunapalari, Neobatrachus aquilonius                                                                                       |
|  | |

|  | Neobatrachus wilsmorei, Neobatrachus pelobatoides |
|  |                                                   |
|  | Neobatrachus kunapalari, Neobatrachus aquilonius  |
|  |                                                   |

|  | Notaden melanoscaphus                                                   |
|  |                                                                         |
|  | \| \| Notaden bennettii \| \| \| \| \| \| Notaden nichollsi \| \| \| \| |
|  |                                                                         |
|  | Notaden bennettii                                                       |
|  |                                                                         |
|  | Notaden nichollsi                                                       |
|  |                                                                         |

|  | Notaden bennettii |
|  |                   |
|  | Notaden nichollsi |
|  |                   |

|  | Limnodynastes ornatus, Limnodynastes spenceri        |
|  |                                                      |
|  | Limnodynastes convexiusculus, Limnodynastes dorsalis |
|  |                                                      |

|  | \| \| Neobatrachus wilsmorei, Neobatrachus pelobatoides \| \| \| \| \| \| Neobatrachus kunapalari, Neobatrachus aquilonius \| \| \| \| |
|  | |
|  | Heleioporus eyrei, Heleioporus albopunctatus                                                                                           |
|  | |
|  | Neobatrachus wilsmorei, Neobatrachus pelobatoides                                                                                      |
|  | |
|  | Neobatrachus kunapalari, Neobatrachus aquilonius                                                                                       |
|  | |

|  | Neobatrachus wilsmorei, Neobatrachus pelobatoides |
|  |                                                   |
|  | Neobatrachus kunapalari, Neobatrachus aquilonius  |
|  |                                                   |

|  | Notaden melanoscaphus                                                   |
|  |                                                                         |
|  | \| \| Notaden bennettii \| \| \| \| \| \| Notaden nichollsi \| \| \| \| |
|  |                                                                         |
|  | Notaden bennettii                                                       |
|  |                                                                         |
|  | Notaden nichollsi                                                       |
|  |                                                                         |

|  | Notaden bennettii |
|  |                   |
|  | Notaden nichollsi |
|  |                   |

|  | \| \| Neobatrachus wilsmorei, Neobatrachus pelobatoides \| \| \| \| \| \| Neobatrachus kunapalari, Neobatrachus aquilonius \| \| \| \| |
|  | |
|  | Heleioporus eyrei, Heleioporus albopunctatus                                                                                           |
|  | |
|  | Neobatrachus wilsmorei, Neobatrachus pelobatoides                                                                                      |
|  | |
|  | Neobatrachus kunapalari, Neobatrachus aquilonius                                                                                       |
|  | |

|  | Neobatrachus wilsmorei, Neobatrachus pelobatoides |
|  |                                                   |
|  | Neobatrachus kunapalari, Neobatrachus aquilonius  |
|  |                                                   |

|  | Notaden melanoscaphus                                                   |
|  |                                                                         |
|  | \| \| Notaden bennettii \| \| \| \| \| \| Notaden nichollsi \| \| \| \| |
|  |                                                                         |
|  | Notaden bennettii                                                       |
|  |                                                                         |
|  | Notaden nichollsi                                                       |
|  |                                                                         |

|  | Notaden bennettii |
|  |                   |
|  | Notaden nichollsi |
|  |                   |

|  | Limnodynastes ornatus, Limnodynastes spenceri        |
|  |                                                      |
|  | Limnodynastes convexiusculus, Limnodynastes dorsalis |
|  |                                                      |

|  | Metacrinia nichollsi                      |
|  |                                           |
|  | Myobatrachus gouldii, Arenophryne rotunda |
|  |                                           |

|  | Taudactylus diurnus                               |
|  |                                                   |
|  | Pseudophryne guentheri, Pseudophryne occidentalis |
|  |                                                   |

|  | Metacrinia nichollsi                      |
|  |                                           |
|  | Myobatrachus gouldii, Arenophryne rotunda |
|  |                                           |

|  | Taudactylus diurnus                               |
|  |                                                   |
|  | Pseudophryne guentheri, Pseudophryne occidentalis |
|  |                                                   |

|  | Metacrinia nichollsi                      |
|  |                                           |
|  | Myobatrachus gouldii, Arenophryne rotunda |
|  |                                           |

|  | Taudactylus diurnus                               |
|  |                                                   |
|  | Pseudophryne guentheri, Pseudophryne occidentalis |
|  |                                                   |

|  | Metacrinia nichollsi                      |
|  |                                           |
|  | Myobatrachus gouldii, Arenophryne rotunda |
|  |                                           |

|  | Taudactylus diurnus                               |
|  |                                                   |
|  | Pseudophryne guentheri, Pseudophryne occidentalis |
|  |                                                   |

|  | Metacrinia nichollsi                      |
|  |                                           |
|  | Myobatrachus gouldii, Arenophryne rotunda |
|  |                                           |

|  | Taudactylus diurnus                               |
|  |                                                   |
|  | Pseudophryne guentheri, Pseudophryne occidentalis |
|  |                                                   |

|  | Metacrinia nichollsi                      |
|  |                                           |
|  | Myobatrachus gouldii, Arenophryne rotunda |
|  |                                           |

|  | Taudactylus diurnus                               |
|  |                                                   |
|  | Pseudophryne guentheri, Pseudophryne occidentalis |
|  |                                                   |

|  | Metacrinia nichollsi                      |
|  |                                           |
|  | Myobatrachus gouldii, Arenophryne rotunda |
|  |                                           |

|  | Taudactylus diurnus                               |
|  |                                                   |
|  | Pseudophryne guentheri, Pseudophryne occidentalis |
|  |                                                   |

|  | Metacrinia nichollsi                      |
|  |                                           |
|  | Myobatrachus gouldii, Arenophryne rotunda |
|  |                                           |

|  | Taudactylus diurnus                               |
|  |                                                   |
|  | Pseudophryne guentheri, Pseudophryne occidentalis |
|  |                                                   |

|  | Metacrinia nichollsi                      |
|  |                                           |
|  | Myobatrachus gouldii, Arenophryne rotunda |
|  |                                           |

|  | Taudactylus diurnus                               |
|  |                                                   |
|  | Pseudophryne guentheri, Pseudophryne occidentalis |
|  |                                                   |

|  | Metacrinia nichollsi                      |
|  |                                           |
|  | Myobatrachus gouldii, Arenophryne rotunda |
|  |                                           |

|  | Taudactylus diurnus                               |
|  |                                                   |
|  | Pseudophryne guentheri, Pseudophryne occidentalis |
|  |                                                   |

|  | Metacrinia nichollsi                      |
|  |                                           |
|  | Myobatrachus gouldii, Arenophryne rotunda |
|  |                                           |

|  | Taudactylus diurnus                               |
|  |                                                   |
|  | Pseudophryne guentheri, Pseudophryne occidentalis |
|  |                                                   |

|  | Metacrinia nichollsi                      |
|  |                                           |
|  | Myobatrachus gouldii, Arenophryne rotunda |
|  |                                           |

|  | Taudactylus diurnus                               |
|  |                                                   |
|  | Pseudophryne guentheri, Pseudophryne occidentalis |
|  |                                                   |

|  | Metacrinia nichollsi                      |
|  |                                           |
|  | Myobatrachus gouldii, Arenophryne rotunda |
|  |                                           |

|  | Taudactylus diurnus                               |
|  |                                                   |
|  | Pseudophryne guentheri, Pseudophryne occidentalis |
|  |                                                   |

|  | Metacrinia nichollsi                      |
|  |                                           |
|  | Myobatrachus gouldii, Arenophryne rotunda |
|  |                                           |

|  | Taudactylus diurnus                               |
|  |                                                   |
|  | Pseudophryne guentheri, Pseudophryne occidentalis |
|  |                                                   |

|  | Metacrinia nichollsi                      |
|  |                                           |
|  | Myobatrachus gouldii, Arenophryne rotunda |
|  |                                           |

|  | Taudactylus diurnus                               |
|  |                                                   |
|  | Pseudophryne guentheri, Pseudophryne occidentalis |
|  |                                                   |

|  | Metacrinia nichollsi                      |
|  |                                           |
|  | Myobatrachus gouldii, Arenophryne rotunda |
|  |                                           |

|  | Taudactylus diurnus                               |
|  |                                                   |
|  | Pseudophryne guentheri, Pseudophryne occidentalis |
|  |                                                   |

## Genetyka
Diploidalna liczba chromosomów u pustynnicy katolickiej wynosi 2n=24, podczas gdy podstawowa dla płazów liczba wynosi 26 chromosomów.

## Budowa

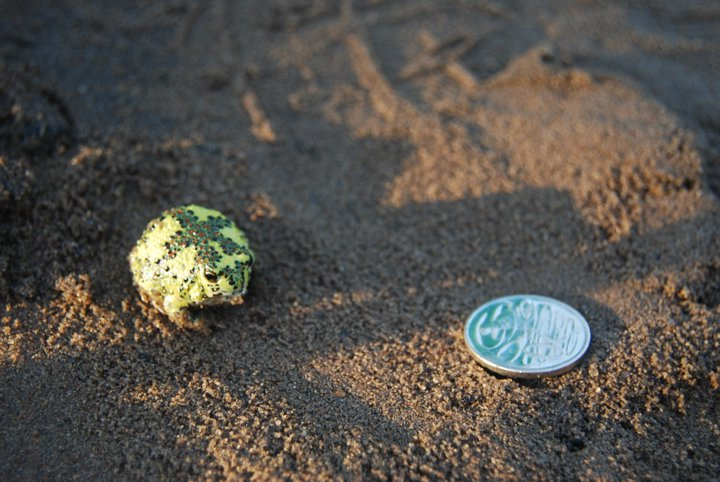
Młody osobnik, widoczny krzyż na grzbiecie

Withers i Hillman opublikowali w 2001 pomiary licznych gatunków australijskich płazów. Do badań użyli głównie zakonserwowanych w alkoholu samców, chcąc uniknąć różnic w wielkości samic zależnych od jaj. Zbadali między innymi cztery pustynnice katolickie i przedstawicieli innych gatunków tego samego rodzaju. Średnia masa ciała pustynnicy katolickiej wyniosła 11,82 g ± 3,99 g. Podobna była masa pokrewnego gatunku Notaden melanoscaphus, przebadanego w takiej samej liczbie osobników: ważył on średnio 11,15 g ± 3,62 g. Natomiast Notaden nichollsi, w przypadku którego zważono dwukrotnie więcej płazów, cechował się większą masą ciała: 20,15 g ± 3,94 g. Badacze zmierzyli również odległość od czubka pyska zwierzęcia do naturalnego otworu ciała. Pustynnica katolicka okazała się w tym przypadku najmniejsza, osiągając średni wynik 43,50 mm ± 4,51 mm. N. melanoscaphus, mierząc 44,00 mm ± 5,27 mm, okazał się niewiele większy od niej, w przeciwieństwie do N. nichollsi o długości 50,12 mm ± 4,3 mm. 
Specjaliści ci kształt ciała przedstawicieli rodzaju Notaden określają jako kulisty. Podobnie autor opisu rodzaju określił Notaden jako gruby i krótki. Głowę opisał jako bardzo krótką i wysoką, o tępym pysku, krótkich ustach sięgających obszaru poniżej środka oka, szerokim języku, umiarkowanej wielkości oczach. Stwierdził, że otwór zewnętrzny ucha pokrywa skóra, a można go uwidocznić dopiero po jej zdjęciu. Jest bardzo wąski, Günther porównał go do trąbki Eustachiusza. Zębów nie znalazł, zwrócił natomiast uwagę na krótkie i miękkie wyniosłości pomiędzy wąskimi nozdrzami wewnętrznymi. Opisał również wyrostki poprzeczne odcinka krzyżowego kręgosłupa, zwracając uwagę na ich duży rozmiar. Łapy są krótkie. Kończyny przednie wyposażone są w 3 palce, tylne dysponują wąską błoną pławną. Na śródstopiu autor opisu rodzaju odnalazł pojedynczą wyniosłość łopatowatego kształtu.
Dorosły płaz jest koloru zielonkawego, ziemistego, czoło ma zielonkawe. Przez środek grzbietu biegnie wstęga barwy brązowej, szeroka, z czarnym marmurkowaniem, która rozdwaja się na przedzie. Za ramionami oddaje ona na grzbiecie parzystą poprzeczną belkę. Brzuch jest nieco bielszy od grzbietu. Łapy są czarniawe, znajduje się na nich kilka niewielkich białych cętek. Białe plamki występują również na gardle zwierzęcia. Młode osobniki wyróżniają się charakterystycznym ubarwieniem. Na intensywnie żółtym tle widnieje u nich wzór w kształcie krzyża w barwach czarnej i czerwonej. Skóra sprawia wrażenie guzkowatej. Pokrywają ją grube, gruczołowate, płaskie brodawki.
Żółwinkowate (razem ze Limnodynastidae) wykazują znaczną redukcję szkieletu, jednak u pustynnicy proces ten jest najbardziej posunięty. Redukcji uległa między innymi tylna gałąź kości skrzydłowatej. Kość kwadratowo-jarzmowa nie występuje. Kość łuskowa pustynnicy zachowała się w postaci silnie zredukowanej, często brakuje gałęzi jarzmowej albo usznej lub  obu, kość leży również daleko od crista parotica. Limnodynastidae cechują się umiarkowanie dobrze lub dobrze rozwiniętymi kośćmi czołowo-ciemieniowymi i tutaj Notaden stanowi wyjątek. Nie jest to wyjątek jedyny. Podobny stan opisano w przypadku kości podniebiennej, dobrze zbudowanej u pozostałych Limnodynastidae. W przeciwieństwie do większości płazów bezogonowych szczęka nie posiada zębów. Wedle Littlejohna i współautorów występują one natomiast nawet u pozostałych Limnodynastidae. Według Davies i Withersa cecha ta występuje nie tylko u przedstawicieli rodzaju Notaden, ale też pokrewnych Pseudophryne, Arenophryne, Myobatrachus i niektórych Uperoleia.
Nozdrza są wąskie.

## Tryb życia i adaptacje do niego
Większość swego życia płaz spędza zagrzebany w glebie. Zagrzebuje się w kierunku tylnym. Umiejętność ta pociąga za sobą zwiększoną w porównaniu z innymi płazami (także wykorzystującymi inny sposób kopania Limnodynastes) masę mięśni kończyny dolnej i zmodyfikowaną budowę mięśni (musculus cruralis). Podobne stosunki anatomiczne występują u Neobatrachus. Ze względu na sposób kopania Littlejohn i współpracownicy dzielą płazy na dwie grupy, do pierwszej należą te zakopujące się w sposób okrężny (circular burrowers). Zalicza się do nich także pustynnica katolicka. Dla płazów suchych terenów istotna staje się oszczędność wody. W tym celu starają się zmniejszyć powierzchnię, przez którą woda paruje z ich ciał: przywierają brzuszną powierzchnią głowy do podłoża, kończyny zaś trzymają przy tułowiu. Ograniczają także aktywność, by nie powiększać powierzchni parowania. Dlatego też życie N. bennettii nie jest zbyt aktywne. Niektóre płazy potrafią absorbować wodę z wilgotnej gleby, jeśli pozwala im na to układ stężeń. Pewne płazy wytwarzają również coś w rodzaju kokonu, tworzenia którego jednakże u pustynnicy ani Heleioporus nie zaobserwowano. Pustynnica katolicka w glebie wilgotnej wolniej traci masę niż w suchej. Dlatego też w suchym podłożu ryje niechętnie. Natrafiwszy na takie, płaz ten pozostaje na powierzchni, może w takim przypadku zbierać się w grupy.
Na powierzchnię płaz wychodzi po obfitych opadach deszczu. Jego sposób lokomocji określa się jako przypominający mysi trucht na krótkich łapkach.
Życie w suchym klimacie wymusiło rozwinięcie odpowiednich przystosowań także w budowie i funkcjonowaniu narządów wewnętrznych. Dojrzałe płazy takich terenów wykształciły w nerkach nephrostomes, połączenia układu moczowego z jamą ciała, zbierające w niej płyn. Ich liczba różni się w zależności od gatunku płaza. Davies i Withers podają jako przykłady Litoria lesueurii, występującego w okolicy górskich strumieni przedstawiciela rodziny rzekotkowatych, mającego jedynie 20 takich tworów. Neobatrachus pictus ma ich około setki, Litoria alboguttata dwukrotnie więcej, natomiast pustynnica katolicka ma ich ponad 1000. Autorzy wspominają również, że u N. bennettii łączą się one nie tylko z naczyniami żylnymi nerek płaza, ale również z nefronami. Zapewnia to przepływ wody z jamy ciała do układu moczowego, co pozwala zgromadzić ją w  pęcherzu i tam przechować. Pojemności pęcherza u Notaden czy innego pustynnego rodzaju Neobatrachus są większe niż u ich krewnych. Zapasy te mogą być potem zużyte.
Wobec powyższego również rozród musi odbywać się poprzedzony ulewnym deszczem. Ma on miejsce w tymczasowo tworzących się zbiornikach wodnych. Samce przybywają doń, by pływać i nawoływać płeć przeciwną. Samica składa w takich zbiornikach swoje jaja. Nie zaobserwowano nigdy składania skrzeku przez pustynnicę katolicką. U pokrewnego gatunku Notaden melanoscaphus proces ten opisali Tyler, Crook i Davies w 1983. Wedle ich pracy bezogonowy składa jaja w cienkiej warstwie na powierzchni wody. Ze skrzeku wylęga się larwa wolno pływająca nazywana kijanką. Występują skrzela zewnętrzne. Czas życia kijanki trwa krótko, ograniczają go bowiem warunki środowiskowe, zwłaszcza krótkotrwałe istnienie zbiorników wodnych. U pokrewnego gatunku N. nichollsi rozwój trwa 16 dni.

## Rozmieszczenie geograficzne
Pustynnica katolicka żyje na kontynencie australijskim, we wschodniej jego części. Jej zasięg występowania obejmuje środkową Nową Południową Walię, jak też południowy Queensland, na zachód od Wielkich Gór Wododziałowych. International Union for Conservation of Nature (IUCN) szacuje jego powierzchnię na 615 000 km².

## Ekologia
Jako siedlisko gatunku IUCN wymienia pokryte ciemną glebą stoki i równiny zalewowe dużych systemów rzecznych, sawanny, tereny leśne, a także malee. Są to suche obszary, jedne z najsuchszych siedlisk. Podobne zajmują inne Notaden czy Neobatrachus. Na terenie życia zwierzęcia roczna suma opadów zawiera się pomiędzy 150 a 750 mm. Stopień wilgotności podłoża ma istotne znaczenie dla szybkości utraty masy przez zwierzę. Uważa się, że nietworzące kokonów pustynnice czy Heleioporus zagrzebują się głębiej niż Cyclorana czy Neobatrachus, jak również że preferują bardziej wilgotne, piaszczyste podłoża.

## Status
IUCN w 2002 przyznało pustynnicy katolickiej status LC (Least Concern, czyli najmniejszej troski), kierując się szerokim zasięgiem występowania zwierzęcia, jego prawdopodobnie niemałą populacją i brakiem oznak jej spadku. N. benettii nie figuruje na listach CITES.
Liczebność płaza zdaje się utrzymywać na stałym poziomie. Odnotowywano jednak pewne spadki.
Wspomniana organizacja wymienia następujące zagrożenia dla gatunku:
- utrata środowiska naturalnego związana z rozwojem rolnictwa przemysłowego;
- współzawodnictwo kijanek z larwami ropuchy agi wywierające niekorzystny wpływ na ich rozwój.

Nie podejmuje się żadnych działań w celu ochrony gatunku. Australijscy aborygeni zamieszkujący zachodnią część Nowej Południowej Walii spożywają mięśnie kończyny miednicznej tego płaza, co odnotował w 1976 Tyler.